# Baranowa Góra
Baranowa Góra (biał. Барань-Гара; ros. Барань-Гора) – wieś na Białorusi, w obwodzie mińskim, w rejonie soligorskim, w sielsowiecie Chorostów.
W dwudziestoleciu międzywojennym leżała w Polsce, w województwie poleskim, w powiecie łuninieckim, w gminie Lenin (Sosnkowicze).